# حسن‌آباد (مه‌ولات)

## جمعیت
این روستا بر اساس آمار وزارت بهداشت 2000 نفر جمعیت و 630 خانوار دارد.

## نام گذاری
این روستا به دلیل اینکه توسط حسن قلی یک گله دار و کشاورز به همراه چوپان هایش که برای اولین بار به این مناطق پاگذاشتند به روستای حسن آباد ( آباد شده توسط حسن) معروف شده.

### حسن قلی:
عضوی از خاندان لنگ که گله داری بزرگ بوده و فرزندانش تا همین حالا در حسن آباد زندگی میکنند.